# 吕斯奈莱赛克斯
吕斯奈莱赛克斯（法語：Lucenay-lès-Aix，法語發音：[lysnɛ lɛ.z‿ɛks]）是法国涅夫勒省的一个市镇，属于讷韦尔区。

## 地理
吕斯奈莱赛克斯（46°42'13"N, 3°29'2"E）面积55.05 平方千米，位于法国勃艮第-弗朗什-孔泰大區涅夫勒省，该省份为法国中部省份，北至约讷省，西北接卢瓦雷省，西接谢尔省，南至阿列省，东南接索恩-卢瓦尔省，东临科多尔省。
与吕斯奈莱赛克斯接壤的市镇（或旧市镇、城区）包括：拉沙佩勒欧沙斯、谢济、卢瓦尔河畔加奈、热讷蒂讷、圣埃内蒙、科赛、图里-吕尔西。

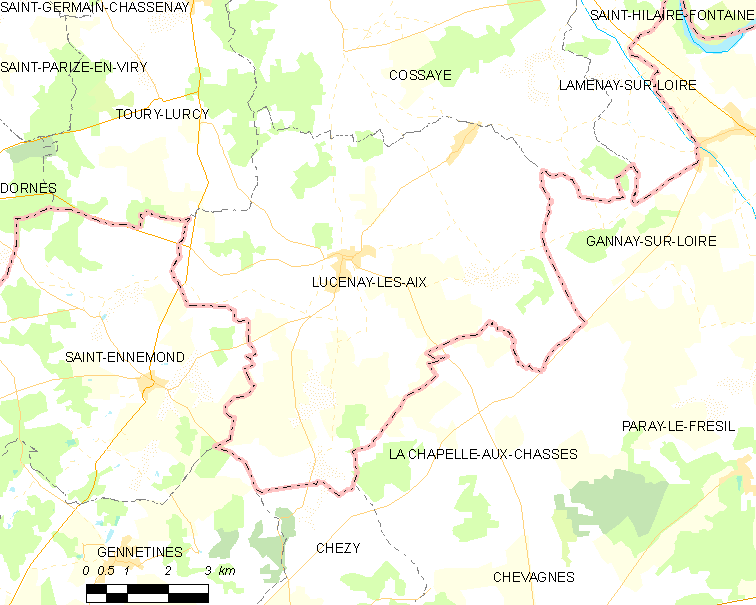
吕斯奈莱赛克斯的OSM定位图

吕斯奈莱赛克斯的时区为UTC+01:00、UTC+02:00（夏令时）。

## 行政
吕斯奈莱赛克斯的邮政编码为58380，INSEE市镇编码为58146。

## 政治
吕斯奈莱赛克斯所属的省级选区为德西兹县。

## 人口

1962-2008年间吕斯奈莱赛克斯人口变化图示

吕斯奈莱赛克斯于2022年1月1日时的人口数量为951人。